# Gauliga Weser-Ems
Gauliga Weser-Ems byla jedna z mnoha skupin Gauligy, nejvyšší fotbalové soutěže na území Německa v letech 1933 – 1945. Byla vytvořena v roce 1942 vyčleněním z Gauligy Niedersachsen. Pořádala se na území Dolního Saska. Vítězové jednotlivých skupin Gauligy postupovali do celostátní soutěže, která trvala necelý měsíc, v níž se kluby utkávaly vyřazovacím způsobem.
Zanikla v roce 1945 po pádu nacistického Německa. Po jeho zániku bylo území Gauligy Weser-Ems začleněno pod Oberligu Nord.

## Nejlepší kluby v historii - podle počtu titulů
Zdroj: 
| Vítězové nejvyšší ligové soutěže |        |                 |
| Klub                             | Tituly | Vítězné ročníky |
| SpVgg Wilhelmshaven              | 2      | 1943, 1944      |

## Vítězové jednotlivých ročníků
Zdroj: 
| Gauliga Weser-Ems (1942 – 1945)                                                                          |                         |                                 |               |
| Ročník                                                                                                   | Vítěz Gauligy           | Umístění v německém mistrovství | Německý mistr |
| 1942 – 1943                                                                                              | SpVgg Wilhelmshaven (1) | Osmifinále                      | Dresdner SC   |
| 1943 – 1944                                                                                              | SpVgg Wilhelmshaven (2) | Osmifinále                      | Dresdner SC   |
| • Gauliga byla v sezóně 1944/45 zrušena, a to kvůli přesunutí bojů druhé světové války na území Německa. |                         |                                 |               |